# Aeroportul Gobernador Edgardo Castello
Aeroportul Gobernador Edgardo Castello (IATA: VDM, ICAO: SAVV) este un aeroport din Provincia Río Negro, Argentina ce deservește zona Viedma⁠(d). Aeroportul a fost tranzitat în decembrie 2022 de 2.377 de pasageri.
Situat la o altitudine de 6 m, aeroportul dispune de o singură pistă. Este operat de Aeropuertos Argentina⁠(d).